# Región Nororiental del Marañón
La Región Nororiental del Marañón fue una de las doce regiones peruanas que se crearon mediante la Primera iniciativa de Regionalización, entre los años 1988 y 1992, durante el gobierno del Presidente Alan García Pérez. Fue integrada por 3 departamentos de nuestro Perú y son: *Cajamarca*, *Lambayeque* y Amazonas. 